# Матане, Полиас
Сэр Полиас Нгуна Матане (англ. Paulias Nguna Matane; 21 сентября 1931 — 12 декабря 2021) — генерал-губернатор Папуа — Новой Гвинеи с 27 июня 2004 года по 13 декабря 2010 года.

## Биография
По профессии журналист, 27 мая 2004 года избран парламентом 50 голосами против 46 генерал-губернатором. Это был первый случай такого избрания главы государства в стране, что дало возможность его оппоненту попытаться, впрочем, неудачно, оспорить результаты в суде. До этого исполняющим обязанности генерал-губернатора был Джеффри Нейп.
Умер 12 декабря 2021 года.